# Las esclavas
Las esclavas es una película policial y de acción de argentina filmada en Eastmancolor dirigida por Carlos Borcosque (hijo) sobre su propio guion escrito en colaboración con Plácido Donato que se estrenó el 21 de mayo de 1987 y que tuvo como actores principales a Rodolfo Ranni, Camila Perissé, Perla Santalla, Susana Romero y Enrique Liporace.

## Sinopsis
La lucha de un policía viudo y honesto contra la mafia de la prostitución que asesinó a su madre y secuestró a su hija. Al comienzo, un cartel negro avisa que está basada en hechos reales pero que han cambiado los nombres.

## Reparto
Colaboraron en la película los siguientes intérpretes:
| Actor                   | Personaje          |
| ----------------------- | ------------------ |
| Rodolfo Ranni           | Alejandro          |
| Camila Perissé          | Erika              |
| Perla Santalla          | Madre de Alejandro |
| Susana Romero           | Martha             |
| Enrique Liporace        | Graciano           |
| Gerardo Romano          | Entregador         |
| Onofre Lovero           | Don Donato         |
| Juan Carlos Corazza     |                    |
| Cynthia Dejtiar         | Joanna             |
| Susana Torales          | Prostituta         |
| Ernesto Nogués          | Pistolero          |
| Walter Soubrié          | Jefe estación      |
| Sergio Corona           | Cliente sauna      |
| Jorge Ochoa             | Cliente sauna      |
| Rodolfo Brindisi        | Espía              |
| Juan Carlos Pérez Sarre | Enfermero          |
| Ricardo Cores           | Sargento           |
| Alejandra Laudi         | Esclava            |
| Alfredo Fari            | Empleado sauna     |
| Adriana Melo            | Empleada sauna     |
| Edward Nutkiewicz       | El ruso            |
| Miguel Croce            | Abogado            |
| Jesús Berenguer         | Abogado            |
| Ernesto Claudio         | Jaime              |
| Silvana Silveri         | Mucama de Martha   |
| Carlos Cáceres          | Policía            |
| Manuel Vicente          | Policía            |
| Juan Queglas            | Policía            |
| Eduardo Descalzo        | Jefe policial      |
| Gianni Fiore            | Pistolero          |
| Miguel Habud            | Pistolero          |
| José Morillo            | Mucamo             |
| Oscar Boccia            | Médico             |
| Pelusa González         | Mucama             |
| Melina Macaggi          | Denise             |
| Cristina Agüero         | Jeny               |
| Mónica Somariva         | Monique            |
| Daniel Pagliaro         | Pistolero 1        |
| José Andrada            |                    |
| Juan Carlos Ucello      |                    |

## Comentarios
Mariana Taboada en Página 12 escribió:

«Un cóctel puritano de sexo y balas…No parece extraño el éxito de taquilla cuando se trata de un permiso para disfrutar de algo condenable a través del ojo de la cerradura.»

Aníbal Vinelli en Clarín dijo:

«Denuncia a medio camino…suponer méritos cinematográficos sería un exceso ya que no aparecen por ningún lado.»

Manrupe y Portela escriben:

«Pretendido ero-thriller en el que Ranni repite su papel de duro y varias chicas muestran lo suyo para llevar gente a los cines.»